# Nagin Cox
Nagin Cox (Bangalore, Índia, 1965 - ) é uma engenheira que trabalha para a NASA nas missões dos Veículos Exploradores de Marte.
Durante sua infância e adolescência, na Índia, Estados Unidos e Malásia, Nagin viveu em lares marcados pela religião muçulmana, que mostraram para ela como as pessoas facilmente se dividem baseado em raça, gênero e nacionalidade. Isso a inspirou a trabalhar em algo que unisse as pessoas, ao invés de separá-las. Portanto, desde os 14 anos ela sabia que queria trabalhar na exploração espacial.
Nagin se graduou na Universidade de Cornell como Bacharel em Investigação Operacional e Engenharia Industrial e Bacharel em Psicologia e trabalhou como oficial na Força Aérea dos Estados Unidos. Trabalhou no treinamento aéreo da tripulação do caça F-16 e também recebeu o grau de Mestre em Engenharia de Sistemas de Operações Espaciais do Instituto de Tecnologia da Força Aérea. Trabalhou nas missões das sondas espaciais Galileo, enviada a Júpiter, e Kepler que busca exoplanetas, e nos robôs exploradores da superfície de Marte, tanto na missão dos Mars Exploration Rovers e do Rover Curiosity, que faz parte do Laboratório de Ciência de Marte, onde trabalha atualmente.
O asteoroide 14061 foi nomeado Nagincox em sua homenagem.
Em 2016, ela foi convidada para dar uma palestra em um evento do TEDx sobre as missões em Marte e como a diferença no tempo de rotação de Marte, que é 40 minutos mais longo que o da Terra, afeta o trabalho e o dia a dia da equipe.